# Енні Спірз
Енні Спірз (англ. Annie Speirs, 14 липня 1889 — 26 жовтня 1926) — британська плавчиня.
Олімпійська чемпіонка 1912 року.